# Antoni Calebotta
Antoni Calebotta, Antonius Calebota (ur. 25 marca 1784 roku w  Chorwacji (Dalmacja (?)), zm. 1828) – pedagog, profesor Akademii Połockiej, ksiądz katolicki.
Jezuita, profesor prawa kanonicznego i historii Kościoła w Akademii Połockiej w latach 1815–1820. Po wypędzeniu jezuitów z Rosji w 1820 przebywał na leczeniu w Austrii i Niemczech. W 1826 przybył do Małopolski i był profesorem teologii w Tyńcu w latach 1826–1827.